# Lokavec, Laško
Lokavec este o localitate din comuna Laško, Slovenia, cu o populație de 192 de locuitori.